# Hertsön
Hertsön é uma ilha do Golfo de Bótnia no Mar Báltico, a 5 km da cidade de Luleå, na província histórica da Norrbotten. 
 
Pertence ao  município de Luleå. 
 Tem uma área de 73 km 2. 